# アッペンツェル鉄道ABe4/4 44-45形電車

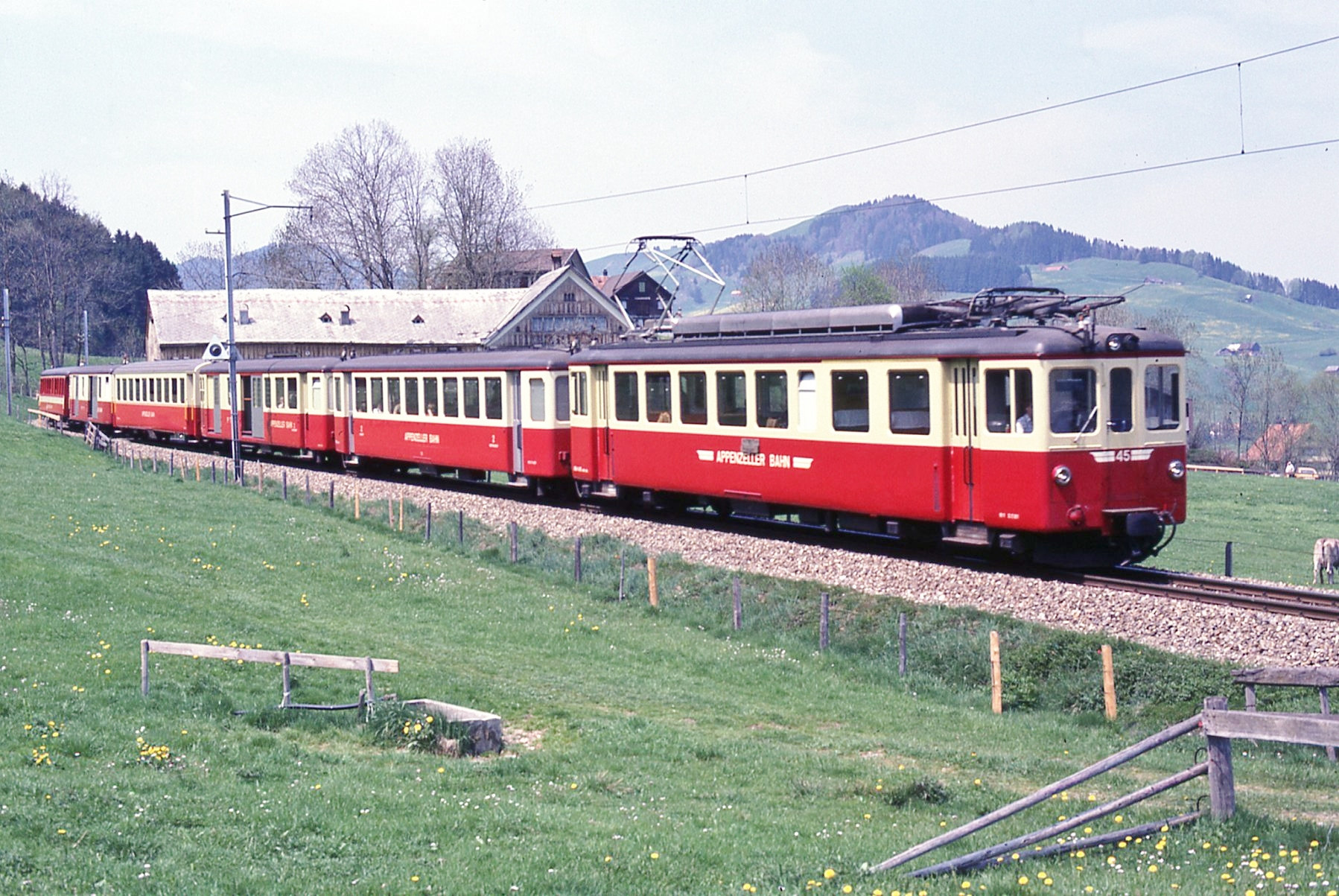
ABe4/4 45号機とB 8-9形、BDZt60号車の編成に客車を増結した列車、1982年

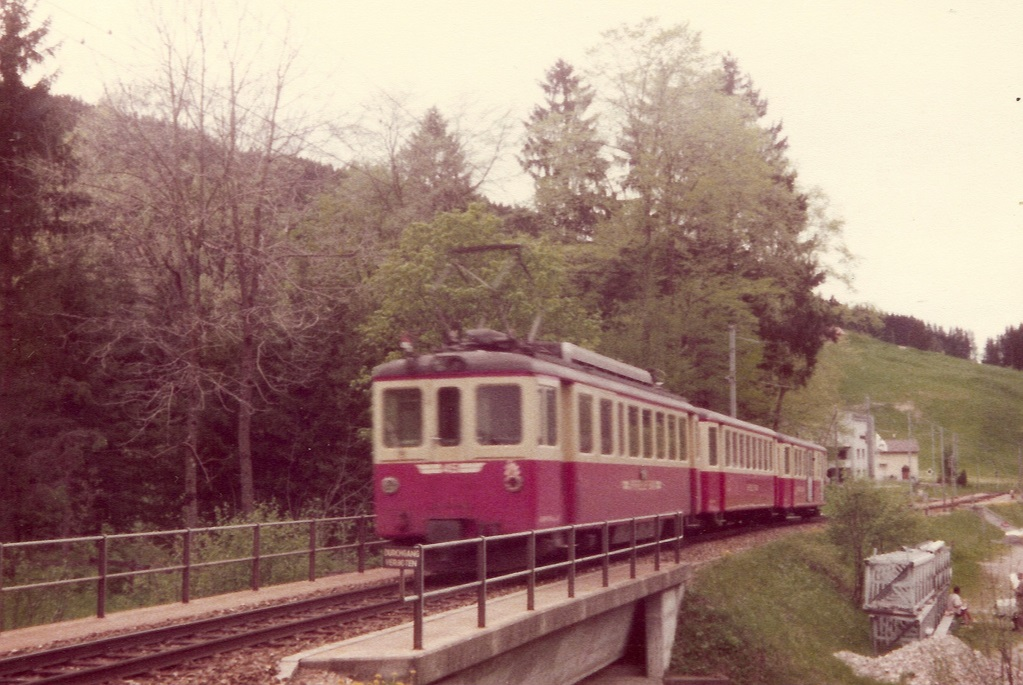
ABe4/4 45号機とB 8-9形、BDZt60号車の編成

アッペンツェル鉄道ABe4/4 44-45形電車(アッペンツェルてつどうABe4/4 44-45がたでんしゃ)は、スイスのアッペンツェル鉄道（Appenzeller Bahnen（AB））で使用されていた1等/2等合造電車である。なお、本機はBCe4/4形の44-45号機として製造されたものであるが、その後の称号改正によりABe4/4形44-45号機となったものである。本項では本機と編成を組む制御客車および客車であるDZt 65形、BDZt 60形、B 8-9形についても記述する。

## 概要
スイス北東部に1000mm軌間と1435mm軌間の路線を持つアッペンツェル鉄道はさまざまな会社が統合を繰り返して2006年1月1日に現在の形態になっているが、ゴッサウからヘリザウ、ウルネシュを経由してアッペンツェルに至る25.92kmの路線は、1875年にスイス地域鉄道会社がヘリザウからウルネシュ間を、その後アッペンツェル鉄道が1885年にウルネシュからアッペンツェル間を、1913年にゴッサウからヘリザウ間を開業させた路線である。この路線は当初は非電化であり、蒸気機関車およびBCFm2/4 25-26形（後のABDm2/4 55-56形）電気式気動車が牽引する列車で運行されていたが、第一次世界大戦による石炭価格の高騰もあり1933年には直流1500Vでの電化が完了し、BCe4/4 27-30形（後のABe4/4 40-43形）電車を主として、予備的に気動車を使用して運行されていた。一方、1912年にゼンティス鉄道として開業したアッペンツェルからヴァッサーラウエン間6.18kmは開業時より直流電化されていたが、資金難により当初予定していたゼンティス山方面への延伸を断念して1940年に社名をアッペンツェル-ヴァイスバート-ヴァッサーラウエン鉄道に変更していたが、1947年にはアッペンツェル鉄道に統合している。そのような状況のもと、本形式は輸送量増加への対応と、路面電車形態の電車で運行されていた旧アッペンツェル-ヴァイスバート-ヴァッサーラウエン鉄道線のゴッサウ - アッペンツェル - ヴァッサーラウエン間一体運行に対応するために1949年にBCe4/4 44-45形2等/3等合造電車として2機が導入された電車であり、BCe4/4 27-30形に始まり、スイス国鉄の軽量客車やレーティッシュ鉄道のBCe4/4 501-504形（後のABe4/4 501-504形）などで技術的発展の進んだ近代的な軽量車体を持つとともに、牽引する客車列車の反対端に運転室を設けて遠隔制御を可能として終端駅での電車の列車先頭側への付替え作業を省略することを特徴とした機体であり、同時に本形式と編成を組む専用の客車として、荷物/郵便制御客車であるFZt4ü 65形65号車、3等/荷物/郵便合造制御客車のCFZt4ü 60形60号車、3等客車のC4ü 8-9形8号車が導入され、1954年に3等客車のC4ü 8-9形9号車が増備され、主に固定編成で運用されている。
なお、本形式は車体、台車、機械部分の製造をSIG、主電動機、電気機器の製造はMFOが担当しており、軽量構造の鋼製車体に抵抗制御と直流電動機を組み合わせた制御装置を搭載することで、1時間定格出力506kW、牽引力52.0kNを発揮する勾配線用機となっており、最急勾配37パーミルの路線で数両の客車を牽引可能なものである。なお、各形式ごとの製造時機番、製造年、製造所、その後の1956年の称号改正による客室等級の1-3等の3段階から1-2等への2段階への統合と、これに伴う客室等級を表す形式記号の"A""B""C"の3段階から"A""B"の2段階への変更と、1962年の称号改正により荷物室の形式記号が”F"から”D"となったことと、客車の車軸数の区分記号の廃止による形式名の変遷は以下のとおり。
- ABe4/4 44-45形
  - BCe4/4 44 - 1949年 - SIG/MFO - ABe4/4 44
  - BCe4/4 45 - 1949年 - SIG/MFO - ABe4/4 45
- DZt 65形
  - FZt4ü 65 - 1949年 - SIG/MFO - DZt65
- BDZt 60形
  - CFZt4ü 60 - 1949年 - SIG/MFO - BFZt4ü 65 - BDZt 65
- B 8-9形
  - C4ü 8 - 1949年 - SIG - B4ü 8 - B 8
  - C4ü 9 - 1954年 - SIG - B4ü 9 - B 9

## 仕様

### 車体
- 車体は同じSIG製で本形式のベースとなったイヴェルドン-サン＝クロワ鉄道[9]のBCe4/4 1-3形（後のABe4/4 4-6形）およびBCe2/4 11-12形（後のABe2/4 11-12形）と同形態の、各車体隅部のRが比較的小さく、屋根の浅いスタイルを持つ、同時期にスイス国内で製造されていた標準的な軽量構造の両運転台式である。台枠は、側梁と端梁はプレス鋼材を箱状に溶接組立してコの鋼やI字鋼の横梁と組み合わせ、台車や床下機器等も台枠中にはまり込む形で装荷される構造で、曲線での車体のオーバーハングを抑えるため車体両端運転室部の左右を若干絞り込んだ形状となっている。
- 正面は中央に貫通扉を設置した丸妻、3枚窓のスタイルで、正面下部左右に丸型の前照灯、貫通扉上部に前照灯と標識灯のユニットが設置され、貫通扉の下部に貫通渡板が、その左右に折畳式の連結柵が設けられている。連結器は台枠両端部に設置されるねじ式連結器で、緩衝器が中央、フック・リングがその下にあるタイプである。そのほか、先頭部の車体下部には重連総括制御用の電気連結器と空気管用の連結ホースが、屋根上には暖房引通用の電気連結器のシューとコンタクタが設置され、先頭台車前部に大型のスノープラウが設置されているほか、製造当初は貫通扉左右に蛇腹式の貫通柵が設置されていた。
- 車体は後位側から長さ1445mmの運転室、1000mmの乗降デッキ、それぞれ1715mmずつの喫煙1等室と禁煙1等室（称号改正前の2等室）、950mmのトイレと洗面所、それぞれ3000mmずつ禁煙2等室と喫煙2等室（称号改正前の3等室）、2540mmの乗降デッキ、1445mmの運転室の構成となっており、窓扉配置は1D111221D1（運転室窓-乗降扉-喫煙1等室窓-禁煙1等室窓-洗面所窓（反対サイドはトイレ窓）-禁煙2等室窓-喫煙2等室窓-デッキ窓-乗降扉-運転室窓）、側面窓は1、2等室とも幅1200mm、トイレ、洗面所のものが800mmのいずれも高さ920mmの大型下降窓、乗降扉は幅1000mmの両開式4枚折戸で乗降口には車外1段、車内1段のステップが設置されている。
- 座席は1等室がシートピッチ1715mmで2+1列の3人掛け、3等室が1500mmで2+2列の4人掛けの固定式クロスシートで、1等は喫煙および禁煙室にそれぞれ1ボックス、2等は喫煙および禁煙室にそれぞれ2ボックスずつ設置されており、座席定員は1等室12名、2等室32名と運転室内の反運転席側の補助席4名分の計36名で、前位側デッキ内に折畳式の補助席が装備されている。座席は2等室のものがヘッドレスト付き、モケット貼りのもの、3等室のものが木製ニス塗りの背摺りの低いものとなっており、各座席上部の枕木方向の荷棚が設置されている。また、運転室は右側運転台でスイスやドイツで一般的な円形のハンドル式のマスターコントローラーが設置され、運転室の反運転席側の側面窓にはバックミラーが設置されている。屋根上は両車端部に菱形のパンタグラフを計2基設置し、その他には屋根上全長に渡って大型の主抵抗器を設置している。
- 車体塗装はアッペンツェル鉄道標準の車体下半部が赤、上半部がクリーム色で両色の境界部に赤の細帯が入り、扉類を銀色としたもので、側面車体下部の中央に”APPENZELLER-BAHN"の、乗降扉横に客室等級のレタリング入るものであった。その後、車体前面下部中央に機番とその左右に翼状のラインが入れられ、更にその後赤とクリーム色の境界部の細帯が省略されるとともに、幕板最上部のが赤となっている。このほか、屋根はグレー、屋根上の主抵抗器はライトグレー、床下機器、台車等はダークグレーとなっている。

### 走行機器
- 制御方式は抵抗制御式で、1時間定格は出力506kW、牽引力52.0kNで速度は33.5km/hとなっているほか、最高速度は当初は65km/hで後に70km/hに引き上げられている。なお、重連総括制御機能を備えており、編成端の制御客車からの遠隔操作が可能となっている。
- ブレーキ装置は主制御器による電気ブレーキとして発電ブレーキ機能を装備するほか、自動空気ブレーキと手ブレーキを装備している。
- 台車は軸距2450mm、車輪径900mmのプレス鋼板溶接組立式台車で、枕ばねは重ね板ばね、軸ばねはコイルばねで軸箱支持方式は円筒支持方式とし、各軸には砂撒き装置と砂箱を、基礎ブレーキ装置として踏面ブレーキを装備している。主電動機は自己通風式の直流直巻整流子電動機であり、ベースとなったイヴェルドン-サン＝クロワ鉄道の機体では主電動機は台車装荷、駆動装置はクイル式駆動方式であったが、本形式では定格出力を確保するため主電動機を吊掛式に装荷して歯車比を5.50に設定している。
- このほか補機として電動空気圧縮機と空気タンク、照明等用の電動発電機、蓄電池および充電装置などを床下を搭載している。

### 主要諸元
- 軌間：1000mm
- 電気方式：DC1500V 架空線式
- 最大寸法：全長18000mm
- 軸配置：Bo'Bo'
- 軸距：2450mm
- 台車中心間距離：12100mm
- 車輪径：900mm
- 自重：35t
- 定員：1等14名、2等34名
- 走行装置
  - 主制御装置：抵抗制御
  - 主電動機：直流直巻整流子電動機×4台
  - 減速比：5.50
  - 出力：506kW（1時間定格、於33.5km/h）
  - 牽引力：52.0kN（1時間定格、於33.5km/h）
- 最高速度：65km/h（後に70km/h）
- ブレーキ装置：空気ブレーキ、手ブレーキ、発電ブレーキ

## DZt 65形、BDZt 60形、B 8-9形
- 車体はABe4/4形と同じくSIG製の軽量車体となっており、走行機器や台車の違いで台枠周りや床面高さが異なる他は中間客車、制御客車共に車体の基本寸法や乗降扉、客室窓などの各部がABe4/44 44-45形と同一であるほか、運転室の有無に関わらず車体端部も同一寸法、形状となっている。
- BDZt 60形2等（称号改正前の3等）/荷物/郵便制御客車の室内は後位側から前位側にかけて車端部に長さ1445mmトイレを設置した2445mmの乗降デッキ、3000mmの2等室、4800mm荷物室、2200mm郵便事務室、3000mmの郵便荷物室、1395mmの運転室の配置となっており、2等室の装備はABe4/4 44-45形と同等、荷物室には荷物棚と係員事務室、幅1500mmの荷物扉と幅900mmの窓が、郵便事務室には幅700mmの窓と郵便仕分け棚と、郵便荷物室には荷物棚と幅1000mmの荷物扉が設けられている。運転室内の機器配置もABe4/4形と同等であるが、反運転席側に乗降扉を設置している。なお、荷物/郵便制御客車のDZt 65形はBDZt 60形の2等室を省略した構造となっており、荷物室、郵便室とも若干長さが長く、かつ全長は若干短いものとなっている。なお、郵便事務室車体側面には郵便物投函口が設けられており、列車に直接郵便物を投函することができた。
- B 8-9形2等客車の室内は後位側から前位側にかけて車端部に長さ1445mmトイレを設置した2445mmの乗降デッキ、それぞれ6000mmずつの禁煙および喫煙2等室、2445mmのデッキとなっており、2等室の装備はABe4/4 44-45形と同等、窓扉配置は1D44D1（デッキ窓（反対サイドはトイレ窓）-乗降扉-2等禁煙室窓-2等喫煙室窓-乗降扉-デッキ窓）となっている。
- 台車はSIG製で軸距2000mm、車輪径740mmの鋼材組立式軽量台車で、枕ばねは重ね板ばね、軸ばねはコイルばねで軸箱支持方式は円筒支持方式となっている。
- 車体塗装もABe4/4 44-45形と同一であるが、側面下部の郵便室部分にスイスの郵便公社である”PTT"の文字が入れられている。

### 主要諸元
- 軌間：1000mm
- 最大寸法：全長18000mm（BDZt 60形、B 8-9形）
- 軸配置：2'2'
- 軸距：2000mm
- 台車中心間距離：12900mm（BDZt 60形、B 8-9形）
- 車輪径：740mm
- 定員
  - BDZt 60形：2等16名
  - B 8-9形：2等64名
- 最高速度：65km/h（後に70km/h）
- ブレーキ装置：空気ブレーキ、手ブレーキ

## 運行・廃車・譲渡

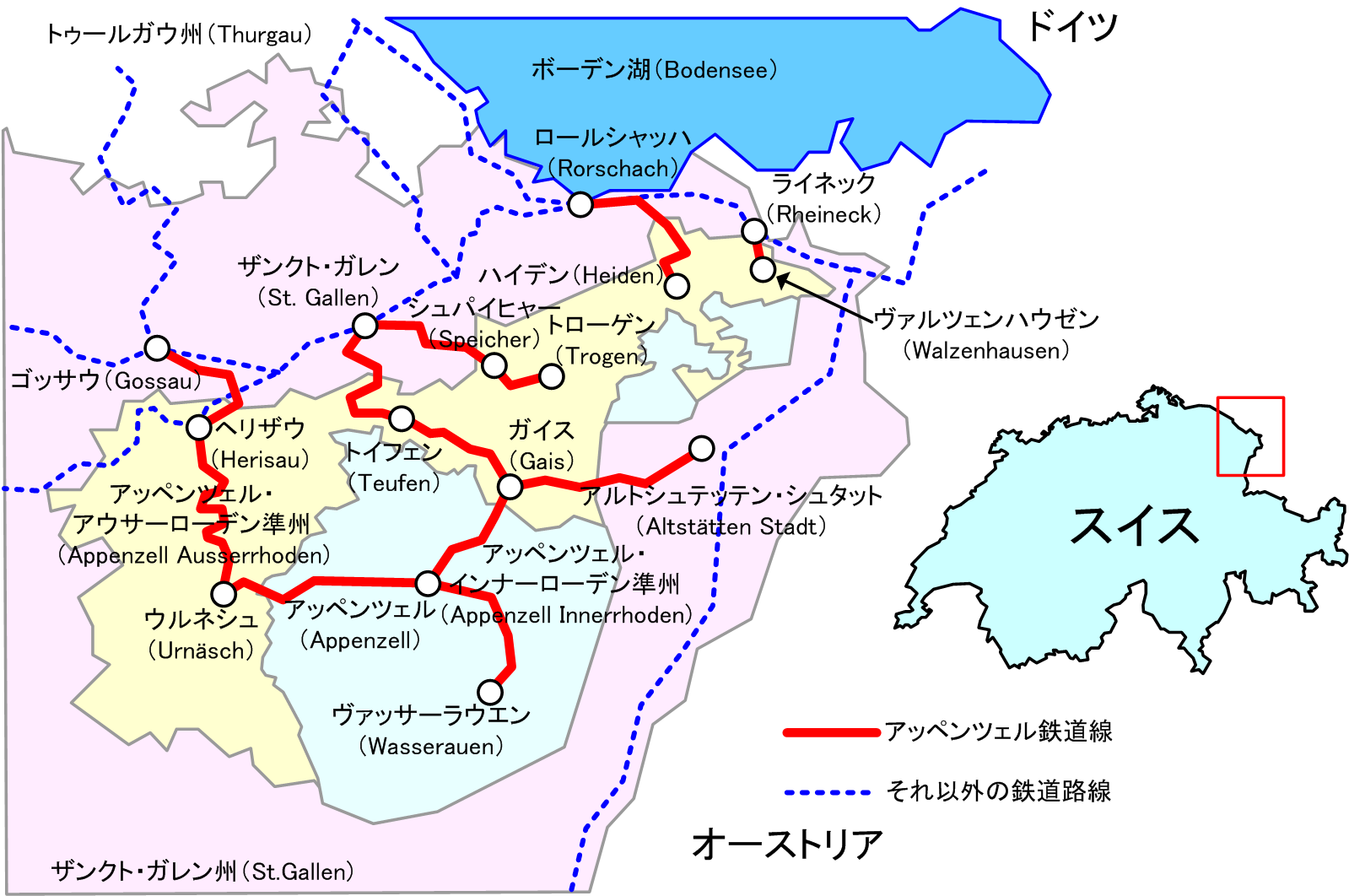
2006年以降のアッペンツェル鉄道の路線図、本形式はゴッサウ - ヘリザウ - アッペンツェル - ヴァッサーラウエン間で運行されていた

- 本機が使用されるアッペンツェル鉄道のうち、旧アッペンツェル鉄道のゴッサウ - アッペンツェル間はザンクト・ガレン州ゴッサウからアッペンツェル・アウサーローデン準州のヘリザウおよびウルネシュを経由してアッペンツェル・インナーローデン準州のアッペンツェルに至る全長25.92km、最急勾配37パーミル、標高638-904mの路線であり、ゴッサウでスイス国鉄に、ヘリザウでスイス南東鉄道[10]にアッペンツェルで旧アッペンツェル-ヴァイスバート-ヴァッサーラウエン鉄道[4]と、1988年にアッペンツェル鉄道に統合された旧ザンクト・ガレン-ガイス-アッペンツェル電気鉄道[11]のザンクト・ガレン方面へ接続している。また、1947年にアッペンツェル鉄道に統合された旧アッペンツェル-ヴァイスバート-ヴァッサーラウエン鉄道はアッペンツェルから同じアッペンツェル・インナーローデン準州のヴァッサーラウエンへ至る全長6.18km、最急勾配30パーミル、標高786-869mの路線であり、開業後からアッペンツェル鉄道への統合までは2軸単車のCFe2/2 1-3形電車（アッペンツェル鉄道編入後のBFe2/2　37-39形電車[12]）が客車や貨車を牽引する列車で運行されており、アッペンツェル鉄道に統合後電化方式が直流1000Vから1500Vに変更されている。
- ABe4/4 44-45形はゴッサウ-アッペンツェル-ヴァッサーラウエン間で運用されており、後位側にABe4/4 44-45形、前位側にDZt 65形もしくはBDZt 60形を、中間にB 8-9形1両を連結した3両編成での運用が主として、利用客数に応じてこの編成で別の客車数両を牽引した列車もしくは編成を崩した状態での運行もされている。なお、本形式はアッペンツェル - ヴァッサーラウエン間の統合に伴い増備された機体であるが、特にこの区間の列車用として運用されてはおらず、むしろ3両の固定的編成であったため乗降客の多い列車で主に運行されており、この区間では単行での運用が可能なABe4/4 40-43形やABDe2/4 48形などが運用されたほか、多客時にはABDm2/4 55-56形電気式気動車も使用されていた。
- アッペンツェル鉄道のゴッサウ - ヴァッサーラウエン間ではその後1986、93年にBDe4/4 31-35形（現在は改番によりBDe4/4 41-45形となる）とABt 131-135形（同じく改番によりABt 141-145形となる）による新しいシャトルトレインが導入され、ABe4/4 44-45形およびその編成は余剰となって1994年に廃車となり、ABe4/4 44-45号機、DZt 65号車、BDZt 60号車、B 8-9号車の全6両がスペインのカタルーニャ公営鉄道へ譲渡されている。

## カタルーニャ公営鉄道8000形電車
- カタルーニャ公営鉄道[13]はスペイン北東部カタルーニャ州バルセロナを中心に140kmの狭軌路線、42kmの標準軌路線と89kmの広軌路線を有する公営鉄道であるが、このうちマルトゥレーからマンレザに至るR4系統の路線の運行を1時間毎のダイヤにするためにスイスのアッペンツェル鉄道からABe4/4 44-45形およびその編成を導入して8000形電車として1995年から運行している。カタルーニャ公営鉄道での機番と、アッペンツェル鉄道の形式機番との対比は以下のとおり。
- 旧ABe4/4 44-45形
  - Tw 8001 - ABe 4/4 44
  - Tw 8002 - ABe 4/4 45
- 旧DZt 65形
  - Stw 8201 - DZt 65
- 旧BDZt 60形
  - Stw 8202 - BDZt 60
- 旧B 8-9形
  - Bw 8101 - B 8
  - Bw 8102 - B 9
- カタルーニャ公営鉄道では運用開始に際して若干の改造が実施されており、外観上では正面上部中央に前照灯と標識灯とが2連で設置してあったものが2灯とも前照灯となり、その左右に赤青2連の標識灯が増設されたほか、バックミラーの交換などがなされている。また、塗装も基本的にはアッペンツェル鉄道の赤とクリーム色の塗装のままであるが、正面貫通扉と側面下部中央にカタルーニャ公営鉄道のマークが、正面貫通扉下部と側面下部右車端部に機番が入れられている。
- 基本的には以下の固定編成で運行されていたが、冷房装置を装備しないことや老朽化などから1999年には廃車となっている。
  - Tw 8001 - Bw 8101 - Stw 8201
  - Tw 8002 - Bw 8102 - Stw 8202